# District d'Obertoggenburg

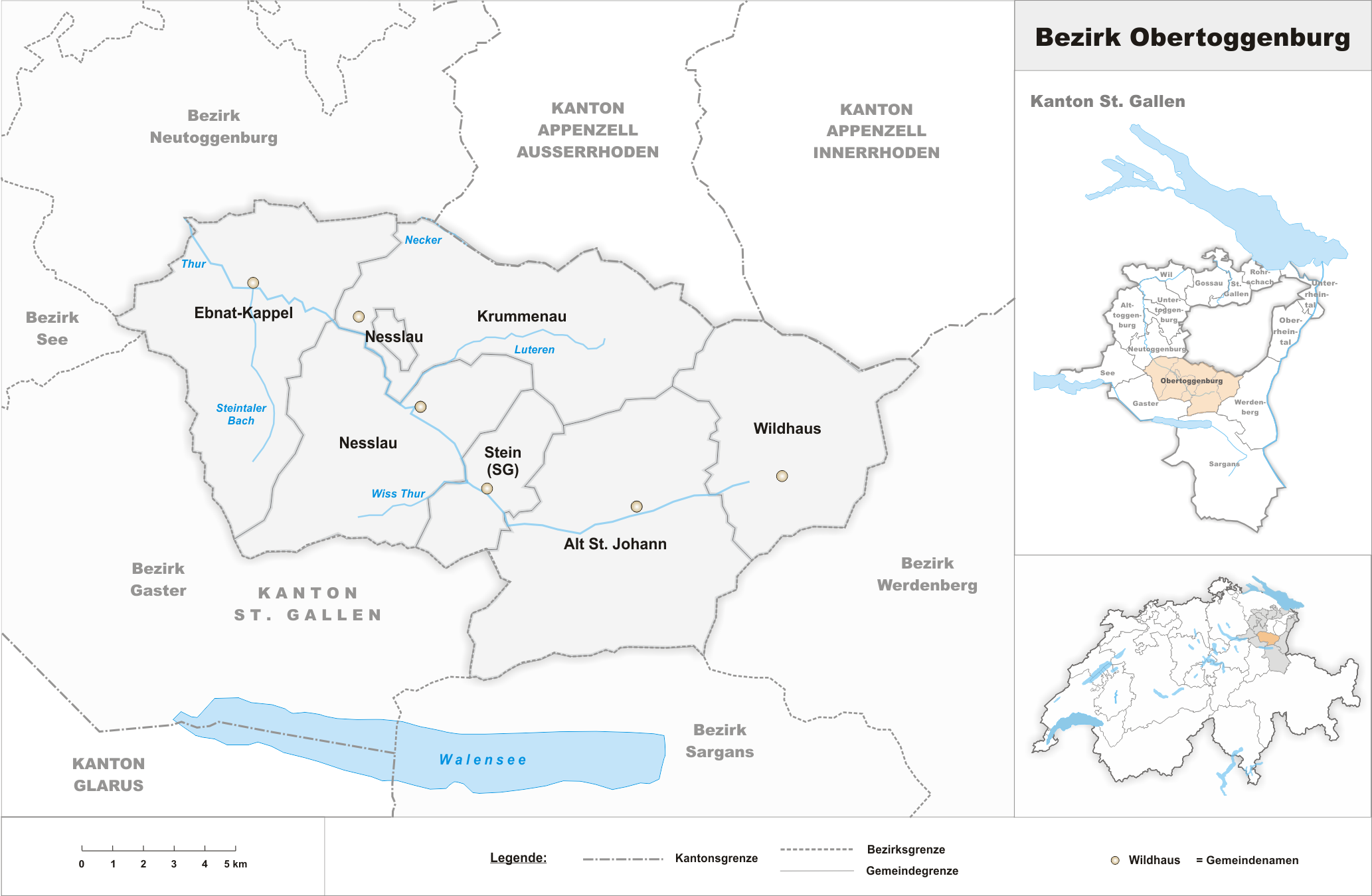
Municipalités dans le district d'Obertoggenburg.

Le district d'Obertogenburg était l'un des quatorze districts du canton de Saint-Gall.

## Communes
- Alt Sankt Johann
- Ebnat-Kappel
- Krummenau
- Nesslau
- Stein
- Wildhaus